# Arnoldo de Hornes
Arnoldo de Hornes (1339 - † Lieja, 8 de marzo de 1389) fue príncipe-obispo de Utrecht entre 1371 y 1378, y príncipe-obispo del principado de Lieja de 1378 a 1389.

## Biografía
Era hijo de Guillermo V de Hornes e Isabel de Clèveris.
A la muerte de su predecesor en Utrecht, Juan V de Virnebourg en 1371, el capítulo de la catedral quiso promover a su preboste Zweden Uterlo, pero los otros capítulos dieron su apoyo a Arnoldo de Hornes, el candidato del papa Gregorio XI, que finalmente ganó.
Militarmente, participó en la guerra de sucesión de Güeldres y atacó el condado de Holanda para obtener Vreeswijk, un lugar estratégico en las rutas comerciales hacia el mar del Norte. Estas campañas costaron mucho y no dieron muchos resultados para el principado: Holanda mantuvo el control de las bocas de los ríos Vecht y Lek.
Para poder enderezar la situación financiera, el obispo empobrecido tuvo que convocar a los estados en 1375, y ceder a los ciudadanos de Utrecht un derecho de participación en las decisiones políticas a cambio de impuestos nuevos. Esta carta de concesión se considera como el inicio prudente de la emancipación de la burguesía del poder absoluto en la diócesis de Utrecht. Se inscribe dentro de un movimiento más largo de democratización que tocaba toda la región en el siglo XIV. Esta emancipación comenzó con la paz de Fexhe en 1316 en el principado de Lieja y terminó provisionalmente con la creación de la República de las Siete Provincias Unidas a finales del siglo XVI, no sin encontrar una virulenta resistencia por parte de los Reyes Católicos durante la Guerra de los Ochenta Años.
Después de la muerte de Juan de Arckel, en 1378, el papa Urbano VI le nombró príncipe-obispo del principado obispal de Lieja el 23 de octubre, en oposición a Eustache Persand de Rochefort, el candidato del capítulo liejano apoyado por el antipapa Clemente VII de Aviñón.

### Citas
1. 1 2 3  Mélard, Claude (30 de enero de 2014). «Les luttes internes et le triomphe de la démocratie». La principauté de Liège Essai de chronologie (en francés). Archivado desde el original el 25 de marzo de 2014. Consultado el 5 de abril de 2014.
2. ↑  Xhayet, Geneviève (1997). Réseaux de pouvoir et solidarités de parti à Liège au Moyen Age (1250-1468) (en francés). Bibliothèque de la Faculté de Philosophie et Lettres de l'Université de Liège: Ginebra, Librairie Droz. pp. 264 y ss.